# Nightmare (banda japonesa)
Nightmare (ナイトメア Naitomea?) es una banda visual kei de rock proveniente de Sendai (Japón). Formada el 1 de enero de 2000, ha estado compuesta por Yomi (vocalista principal), Sakito (guitarra líder y voz), Hitsugi (guitarra rítmica), Ni~ya (bajo y voz) y Ruka (batería y percusión) durante la mayor parte de su trayectoria. Alcanzaron popularidad con la inclusión de sus canciones "The World" y "Alumina" en el anime Death Note y son considerados un actor principal en la escena visual kei.

## Historia
Nightmare fue creado a inicios de enero de 2000, en Sendai por los guitarristas Sakito y Hitsugi. Luego se unió Yomi como vocalista, Ni~ya como bajista y Zennin como baterista. Sin embargo, Zennin abandonó al grupo en julio, y fue reemplazado por Ruka en noviembre después de la separación de su anterior grupo,Luinspear.
Nightmare trabajó bastante al comienzo de su carrera indie. Siguiendo la regla de “dividir para conquistar” en el mundo indie, trabajaron con todo su esfuerzo y no se han detenido desde entonces. Su primera gira comenzó en julio en la región Kansai y en agosto, lanzaron su demo-tape “Zange”. Su siguiente lanzamiento fue el maxi sencillos “Hankouki” que contenía tres canciones y en general se notaba un violento sonido death metal. Este maxi fue lanzado en octubre por SPEED-DISK, y se agotó casi completamente con encargos por anticipado, por lo que lanzaron una segunda edición durante el mes siguiente.
Con el lanzamiento de su maxi sencillos “Jiyuu Honpo Tenshi Ranman” en febrero de 2002, el estilo de Nightmare cambió ligeramente. Ahora era más un sonido rock’n'roll con tendencias de jazz que además tenía algo de sintetizadores. Era un sonido muy indie, pero también bien balanceado. Nightmare participó con su canción Crash! Nightmare Channel  en el omnibus de Matina “Decadence”. Luego realizaron una gira en Nagoya y Osaka a través de marzo y abril. El 17 y 18 de agosto, Nightmare tuvo un par de conciertos one-man, que se agotaron completamente, en Takadanobaba AREA y lanzaron el sencillo “Gaia -Nadir Side-” y después “Gaia -Zenith Side-”. Después de varias apariciones en omnibuses y conciertos one-man el grupo lanzó su primer miniálbum, “Outlaw”, y mostraron una versión ligeramente más madura de ellos.
El año 2003 comenzó muy bien para el grupo con la gira one-man “BATTLE”, de la cual la primera fecha fue el 1 de febrero y la última fue el 21 en Shibuya-AX. Realizaron dos giras one-man más antes de anunciar que serían major bajo el sello Nippon Crown en su oneman del 1 de junio en Akasaka BLITZ. El 21 de agosto, Nightmare lanzó el sencillo “Believe”, que alcanzó el lugar 24 de los rankings Oricon. Tres meses después, el sencillo con tres lados A “Akane/HATED/Over” salió en tres versiones y dio comienzo a su gira Ultimate Circus.
En 2004 lanzaron su primer DVD y maxisencillo a través de sus insanos alter ego Sendai Kamotsu (cuyo nombre es el mismo de su fanclub). Mientras tanto, como Nightmare realizaron una gira de treinta fechas que duró desde abril a julio. Durante la gira, salió el ultra exitoso sencillo “Tokyo Shounen” y ganaron muchos nuevos fanes que se sumaron a su ya existente grupo de seguidores. Terminaron el año 2004 con su gira CPU 2004 Ghz, de la cual lanzaron en DVD la última fecha realizada en Nakano Sun Plaza. También lanzaron su primer álbum completo, y una colección de PVs.
Los primeros conciertos en el año 2005 los realizaron en Sendai MA CA NA y en abril lanzaron el maxi sencillos “Jibun no Hana” que fue seguido por algunos conciertos promocionales. Nightmare comenzó una nueva gira consistente en treinta y cinco fechas a través de Sapporo. También comenzaron con un programa de radio en línea llamado jack in the box! que se emitía cada noche de miércoles.
Con lo embaucador que es Sakito, para el día de los inocentes de abril decidió hacerle una broma a los fanes de Nightmare. En la página oficial del grupo, anunció que abandonaría al grupo, muchos fanes estaban al borde de la histeria cuando reveló que era una broma, y la dirección del sello, además de sus afligidos fanes, no estaban para nada de contentos…
En el 27 de febrero de 2007, lanzaron su cuarto álbum, “the WORLD RULER.” Después del álbum el lanzamiento era “the WORLD RULER” viaje de tres meses por todo Japón. Después de acabar su viaje que duró un mes, su nuevo sencillo fue lanzado el 6 de junio de 2007 tituló el “Raison d’etre.” Era la canción del tema de la abertura al Claymore.
En junio de 2007, tenían un acontecimiento de tres días del concierto titulado “the WORLD RULER ENCORE.” El 23 de septiembre de 2007, se realizaron en Nippon Budokan por primera vez. El concierto fue llamado “Far East Symphony ~the FIVE STARS NIGHT~” y los boletos todos fueron vendidos en el plazo de dos semanas. Más adelante en 2007, lanzaron dos singles más, titulado “Konoha” el 3 de octubre de 2007; el otro tituló “DIRTY,” que estará hacia fuera el 7 de noviembre. DIRTY ser otra canción del tema de la abertura al Majin Tantei Nougami neuro
La mayor parte de sus canciones tienen un elemento pesado de rock, con una línea baja pesada, ritmos difíciles y cambios en llaves melódicas. Aunque sus canciones recientes tienen un estallido leve/un elemento alternativo (ésta es prominente especialmente en su álbum del “anima”), el grupo todavía ha guardado sus raíces a partir de los días de su comienzo. También han experimentado con estilos nuevos del jazz, del ambience, de la electrónica, del techno y de bossa-nova.
En 2006 lanzaron un sencillo con dos canciones principales, “the WORLD/Alumina”, las que serían usadas como tema de apertura y cierre para el anime Death Note. Además de seguir activos como Nightmare, continúan con un proyecto paralelo, el grupo cómico Sendai Kamotsu.

## Estilo
El concepto de este grupo a la hora de hacer música se basa en Gianizm y esta palabra forma parte en muchos de sus títulos de canciones. Gianizm está sacado de un personaje de Doraemon, Gian. Las frases típicas de Gian son "Omae no mono wa ore no mono. Ore no mono wa ore no mono." Lo cual quiere decir: " Lo que es tuyo es mío, lo que es mio es mio. ".
La mayor parte de sus canciones tienen un elemento pesado de rock, con una línea baja pesada, ritmos difíciles y cambios en llaves melódicas. Aunque sus canciones recientes tienen un estallido leve/un elemento alternativo (ésta es prominente especialmente en su álbum del “anima”), el grupo todavía ha guardado sus raíces a partir de los días de su comienzo. También han experimentado con estilos nuevos del jazz, del ambience, de la electrónica, del techno y de bossa-nova.

## Integrantes

### Yomi
Nombre completo: Jun Chiba
Nacimiento: 14 de julio de 1981
Altura: 155cm
Peso: 55kg
Tipo de sangre: A
Vive en: Miyagi, Tohoku
Posición: Vocalista

### Sakito
Nombre Completo: Takahiro Sakaguchi
Fecha de nacimiento: 29 de junio de 1981
Altura: 173cm
Pesa: 50kg
Tipo de sangre: O
Vive en: Sendai-shi, Miyagi, Japan

### Hitsugi
Nombre completo: Mitsuo Ikari
Fecha de nacimiento: 5 de marzo de 1982
Altura: 164cm
Peso: 52kg
Tipo de sangre: AB
Vive en: Miyagi, Tohoku

### Ni~ya
Nombre completo: Baba Yuji
Fecha de nacimiento: 23 de junio de 1981
Altura: 177 cm
Peso: 55kg
Tipo de sangre: A
Vive en: Miyagi, Tohoku

### RUKA
Nombre completo: Satoru Kano
Fecha de nacimiento: 9 de junio de 1979
Altura: 183cm
Peso: 60kg
Tipo de Sangre: O
Vive en: Miyagi, Tohoku

## Discografía
Álbumes de estudio
- Ultimate Circus (2003)
- Livid (2004)
- Anima (2006)
- The World Ruler (2007)
- Killer Show (2008)
- Majestical Parade (2009)
- Gianizm (2010)
- Nightmare (2011)
- Scums (2013)
- To Be or Not to Be (2014)
- Carpe diem (2015)

## Giras
| Año  | Título                                                                            |
| 2004 | Tour CPU 2004                                                                     |
| 2006 | [Anima]lism                                                                       |
| 2007 | The World Ruler Tour                                                              |
| 2007 | Dirty Influence Tour                                                              |
| 2008 | 2008 Zepp Tour Six Point Killer Show                                              |
| 2009 | Nightmare Live House Tour 2009 Paraode of Nine                                    |
| 2009 | Nightmare Tour 2009 Parade ~ Start of [X]pest Eve~.                               |
| 2010 | Request of Gianizm the Tour                                                       |
| 2010 | Nightmare 10th Anniversary Special Act. Vol.2: Re:Start of Tell(All)ism           |
| 2010 | Nightmare 10th Anniversary Special Act. Vol.3 Historical ~The Highest Nightmare~. |
| 2011 | Time Rewind to Zero                                                               |
| 2011 | Zeppelin.                                                                         |
| 2011 | Nightmare Tour 2011-2012 Nightmarish Reality                                      |
| 2012 | To Mimic the Past                                                                 |
| 2012 | Nightmare Premium Live at Shinkiba Studio Coast                                   |
| 2012 | Natural Born Errors Nightmare vs. Baroque                                         |
| 2012 | Nightmare Tour 2012 Final ‘Deus ex Machina’                                       |
| 2013 | beautiful SCUMS at Nakano Sun Plaza                                               |